# Афанасьєв Микола Панасович
Микола Панасович Афанасьєв (1890, тепер Російська Федерація — 1963, місто Москва, тепер Російська Федерація) — радянський діяч, голова Північно-Кавказької крайової контрольної комісії ВКП(б). Кандидат у члени ЦВК СРСР 4-го скликання, член ВЦВК. Член Центральної контрольної комісії ВКП(б) у 1927—1930 роках.

## Життєпис
Член РСДРП(б) з 1910 (або з березня 1917) року.
У 1927—1929 роках — голова Північно-Кавказької крайової контрольної комісії ВКП(б) — завідувач крайової робітничо-селянської інспекції.
У 1929—1934 роках — керуючий інспекцією капітального будівництва Народного комісаріату робітничо-селянської інспекції РРФСР.
Подальша доля невідома. 
Помер 1963 року в Москві. Похований но Новодівичому цвинтарі Москви.